# La Compuerta, San Luis Potosí
La Compuerta är en ort i Mexiko.   Den ligger i kommunen Santa Catarina och delstaten San Luis Potosí, i den centrala delen av landet, 230 km norr om huvudstaden Mexico City. La Compuerta ligger 824 meter över havet och antalet invånare är 242.
Terrängen runt La Compuerta är huvudsakligen kuperad, men åt sydväst är den bergig. Runt La Compuerta är det ganska glesbefolkat, med 23 invånare per kvadratkilometer. Närmaste större samhälle är San Diego, 7,4 km väster om La Compuerta. I omgivningarna runt La Compuerta växer huvudsakligen savannskog.